# Синтас (Аксуська міська адміністрація)
Синта́с (каз. Сынтас) — село у складі Аксуської міської адміністрації Павлодарської області Казахстану. Входить до складу сільського округу Канаша Камзіна.
Населення — 125 осіб (2021; 153 у 2009, 182 у 1999, 353 у 1989).
Національний склад станом на 1989 рік:
- казахи — 72 %

Станом на 1989 рік село називалось Потаніно.